# Prestazione straordinaria
Pour plus de détails, voir Fiche technique et Distribution.
Prestazione straordinaria est un film italien réalisé par Sergio Rubini, sorti en 1994, avec Margherita Buy, Sergio Rubini, Alessandro Haber, Mariella Valentini et Gianrico Tedeschi dans les rôles principaux.

## Synopsis
Clara Guerri (Margherita Buy) est la nouvelle directrice d'une maison d'édition, avec pour mission de réduire les effectifs. Elle est également une séductrice d'hommes, qui use de son influence pour obtenir ce qu'elle souhaite. À la suite d'un malentendu, causé par la secrétaire de Clara, Ornella (Mariella Valentini), elle se retrouve à dîner avec le timide Aldo Fiore (Sergio Rubini). Aldo profite de l'occasion pour essayer de faire publier un essai écrit par sa petite amie, Silvana (Simona Izzo), mais refuse les avances de Clara, qui se venge en le mutant dans le service dédié à la pornographie. S'ensuit un enchainement de situations à rebondissement qui conduisent cette petite troupe en Grèce à la recherche d'un écrivain oublié.

## Fiche technique
- Titre : Prestazione straordinaria
- Titre original : Prestazione straordinaria
- Réalisation : Sergio Rubini
- Scénario : Gianfilippo Ascione, Fabrizio Bettelli, Angelo Pasquini et Sergio Rubini
- Photographie : Alessio Gelsini Torresi (it)
- Montage : Angelo Nicolini
- Musique : Antonio Di Pofi
- Décors : Ezio Altieri (it)
- Producteur : Mario Cecchi Gori, Vittorio Cecchi Gori et Claudio Saraceni
- Société de production : Cecchi Gori Group (it) et Videmania
- Pays de production :  Italie
- Langue : Italien
- Format : Couleur
- Genre : Comédie
- Durée : 105 minutes
- Date de sortie : 
  - Italie : 4 novembre 1994

## Distribution
- Margherita Buy : Clara Guerri
- Sergio Rubini : Aldo Fiore
- Alessandro Haber : Sgrò
- Mariella Valentini : Ornella
- Simona Izzo : Silvana
- Michael Reale (it) : Giraldi
- Michetta Farinelli : Olga
- Gianrico Tedeschi : Grisaglia
- Stefano Abbati (it)
- Gianni Bonagura (it)
- Renato Cecchetto
- Sergio Di Pinto (it)
- George Hilton
- Evi Hassapides Watson (en) : elle-même

## Autour du film
- L'histoire de ce film se déroule à Rome et sur l'île de Santorin en Grèce.